# نيستور إسبينولا
نيستور إسبينولا (بالإسبانية: Néstor Espínola)‏ هو لاعب كرة قدم أرجنتيني في مركز الوسط، ولد في 6 ديسمبر 1985 في فورموزا في الأرجنتين. لعب مع San Jorge de Tucumán ‏.

## وصلات خارجية
- نيستور إسبينولا على موقع قاعدة بيانات كرة القدم.إي يو (الإنجليزية)
- نيستور إسبينولا على موقع Soccerway.com (الإنجليزية)